# Brockton (Ontario)
Brockton es un municipio canadiense situado en la provincia de Ontario.

## Superficie
Brockton tiene una superficie de 564,64 km².

## Demografía
En 2021, tenía 9784 habitantes, una densidad poblacional de 17,3 hab./km², y 4406 viviendas.